# De halcones y palomas
 De halcones y palomas es una película de Argentina filmada en colores dirigida por Mario Cañazares sobre su propio guion que fue producida en 1986 y no se estrenó comercialmente. Tuvo como actores principales a Alberto Closas, Ulises Dumont, Cristina Murta, Paco Martínez Soria y Gabriel Langlais.

## Sinopsis
Un hombre visita a su hermano y su mujer que viven en una casa alejada y comienzan a surgir conflictos entre ellos.

## Reparto
| Actor                 | Personaje |
| --------------------- | --------- |
| Alberto Closas        |           |
| Ulises Dumont         |           |
| Cristina Murta        |           |
| Gabriel Langlais      |           |
| Stella Maris Medrano  |           |
| Cecilia Sutti         |           |
| Pablo Künzel          |           |
| Pablo Ruiz Díaz       |           |
| Juan Carlos Rodríguez |           |
| Armando Brasesco      |           |
| Eduardo Heüer         |           |
| Hugo Marín            |           |